# 기후현 제4구
기후현 제4구(岐阜県 第4区)는 일본의 중의원 선거구이다. 1994년 공직선거법으로 신설되었다.

## 지역
- 다카야마시
- 미노카모시
- 가니시
- 히다시
- 구조시
- 게로시
- 가모군
- 오노군

## 역대 중의원 의원
| 선거          | 선거            | 의원          | 정당       |
| ------------- | --------------- | ------------- | ---------- |
|               | 1996년 제41회   | 후지이 다카오 | 자유민주당 |
| 2000년 제42회 | 가네코 가즈요시 |               | 자유민주당 |
| 2003년 제43회 | 후지이 다카오   |               | 자유민주당 |
| 2005년 제44회 | 가네코 가즈요시 |               | 자유민주당 |
| 2009년 제45회 | 가네코 가즈요시 |               | 자유민주당 |
| 2012년 제46회 | 가네코 가즈요시 |               | 자유민주당 |
| 2014년 제47회 | 가네코 가즈요시 |               | 자유민주당 |
| 2017년 제48회 | 가네코 슌페이   |               | 자유민주당 |
| 2021년 제49회 | 가네코 슌페이   |               | 자유민주당 |
|               | 2024년 제50회   | 이마이 마사토 | 입헌민주당 |